# Institut de minéralogie, de physique des matériaux et de cosmochimie
Vous pouvez aider à l'améliorer ou bien discuter des problèmes sur sa page de discussion.
- Il ne cite pas suffisamment ses sources. Vous pouvez indiquer les passages à sourcer avec {{référence nécessaire}} ou {{Référence souhaitée}}, et inclure les références utiles en les liant aux notes de bas de page. (Marqué depuis décembre 2021)
- Il est à actualiser. Certains passages sont obsolètes ou annoncent des événements désormais passés. (Marqué depuis décembre 2021)

- Archive Wikiwix
- Bing
- Cairn
- DuckDuckGo
- E. Universalis
- Gallica
- Google
- G. Books
- G. News
- G. Scholar
- Persée
- Qwant
- (zh) Baidu
- (ru) Yandex
- (wd) trouver des œuvres sur Wikidata

L'Institut de minéralogie, de physique des matériaux et de cosmochimie (IMPMC) est une unité de recherche mixte du Centre national de la recherche scientifique (CNRS), de Sorbonne Université, de l'Institut de recherche pour le développement (IRD) et du Muséum national d'histoire naturelle (MNHN),.
L'IMPMC a vu le jour en 2005, une partie de ses racines remontant à la « chaire de minéralogie de la Sorbonne » créée en 1809 pour René-Just Haüy. Institut pluridisciplinaire, il rassemble des physiciens, biologistes, minéralogistes, pour étudier la structure de la matière, son comportement, ses liens avec les micro-organismes. Au 31/12/2022, l'Institut employait 82 chercheurs et enseignants-chercheurs, ainsi que 31 personnels d’appui à la recherche (ingénieurs, techniciens et administratifs), pour un total de 179 personnes.

## Travaux et recherche
Les recherches à l'IMPMC relèvent de la physique de la matière condensée, des sciences de la Terre et de la biologie. Les membres de l'IMPMC travaillent en lien avec de grandes infrastructures de recherche nationales (GENCI, SOLEIL) et internationales, en particulier dans les domaines du rayonnement synchrotron (ESRF, DESY, SPring-8) ou des neutrons (ILL, European Spallation Source). 

### Équipes de recherche
L'institut compte 11 équipes de recherche,:

#### Minéralogie et magnétisme de basses dimensionnalités (MIMABADI)
MIMABADI mène des recherches fondamentales dans le domaine des matériaux de basse dimensionnalité, en abordant divers aspects de la physique, de la chimie et des sciences de la Terre, tout en explorant leurs applications notamment avec des actions de valorisation en biologie. L'un de ses principaux domaines d'intérêt est le magnétisme et plus généralement les propriétés électroniques des matériaux. L’équipe exerce également une activité expérimentale et théorique avancée en spectroscopie des rayons X. 

#### Théorie quantique des matériaux (TQM)
L'équipe TQM développe des techniques de calcul de structure électronique ab initio et des méthodes semi- empiriques sophistiquées, afin de caractériser le couplage entre structure électronique et mouvement des noyaux. Les applications sont dédiées à l'étude des minéraux, des matériaux fonctionnels liés au magnétisme, à la supraconductivité et à la thermoélectricité. 
Les travaux portent principalement sur la description précise des systèmes fortement corrélés, grâce à l'approximation de la phase aléatoire, la théorie dynamique du champ moyen et l'approche Quantum Monte Carlo (en) (QMC), de différentes spectroscopies de rayons X (absorption, diffusion inélastique résonnante et dichroïsme circulaire magnétique) et de propriétés vibrationnelles des solides. 
L'équipe est impliquée dans le maintien des codes TurboRVB et Quantum Expresso.

#### Physique des systèmes simples en conditions extrêmes (PHYSIX)
L'équipe PHYSIX cherche à comprendre les effets fondamentaux des hautes densités et températures sur la matière, en mettant l'accent sur les systèmes moléculaires et élémentaires « simples », avec des applications en science planétaire et science des matériaux et chimie prébiotique. 
Elle présente un savoir-faire internationalement reconnu sur l’étude des propriétés de la matière en conditions extrêmes (hautes températures, hautes pressions).  

#### Design et étude de nouveaux matériaux à propriétés remarquables (DEMARE)
L’équipe DEMARE étudie des nouvelles propriétés physiques ou fonctionnelles dans des matériaux avancés présentant un potentiel d'applications dans des secteurs tels que l'énergie et l'électronique.Elle travaille notamment sur le design et la synthèse de nouveaux matériaux à fort potentiel. 
Le volet de recherche fondamentale en physique de la matière condensée se concentre sur la supraconductivité, les systèmes à électrons fortement corrélés et les propriétés topologiques dans des phases oxydes et sulfures. Les recherches sur les matériaux fonctionnels englobent des phases extrêmement dures contenant des éléments légers, des oxydes multiferroïques innovants et des matériaux pour les batteries à base de Lithium. Elle est aussi très engagée dans le développement d'instruments liés à ce domaine. 
Tous les membres de l’équipe sont impliqués dans le projet ANR « SUPERSTRONG ».

#### Propriétés des amorphes, liquides et minéraux (PALM)
L'équipe PALM étudie principalement les propriétés structurales des verres et liquides fondus et les relations structure-propriétés dans ces matériaux, ainsi que les ressources minérales et leur altération. Par l'utilisation combinée de techniques spectroscopiques et de diffraction/diffusion, ainsi que d'outils de simulation, l'équipe décrit la structure de ces matériaux à différentes échelles. Elle est aussi reconnue dans le domaine des matériaux du patrimoine, vitraux, émaux, interactions céramique-émaux et gemmologie. Depuis peu, elle s’intéresse aux laitiers de haut fourneau qu’elle caractérise en vue de leur incorporation dans les bétons.

#### Minéralogie, pétrologie et physique planétaire (MP3)
MP3 étudie les propriétés chimiques et physiques des matériaux géologiques sous conditions thermodynamiques extrêmes avec des applications qui concernent les intérieurs des planètes telluriques du système solaire et les exoplanètes. 
Les recherches de MP3 se concentrent sur la structure et les processus des intérieurs des planètes telluriques du système solaire et des exoplanètes avec une partie « physique fondamentale » et une partie « géosciences ». Elles concernent l’étude des diagrammes de phase, les courbes de fusion, la réactivité chimique, les mécanismes de transition, les propriétés structurelles et dynamiques des minéraux, métaux, liquides et matériaux amorphes, ainsi que l’étude des cycles élémentaires géodynamiques passés et actuels, incluant les transferts entre les réservoirs planétaires et l'interaction fluide-roche. L’équipe développe des mesures expérimentales en conditions extrêmes de pression et température, par différentes spectroscopies (optique, acoustique laser, rayonnement synchrotron et Laser à électrons libres). 

#### Minéralogie environnementale (MINENV)
MINENV travaille sur la compréhension et la modélisation des réactions impliquant des minéraux au cours de certaines étapes des cycles (bio) géochimiques des éléments à la surface de la Terre. 
L’équipe fédère un large spectre de compétences (minéralogie, pédologie, géochimie isotopique, spectroscopie et calculs atomistiques) avec une approche couplant expériences sur systèmes modèles en unité et sur des sites pilotes naturels. Ces compétences permettent à l’équipe d'utiliser les mécanismes moléculaires localisés aux interfaces (bio)minéraux-solution comme marqueurs des processus biogéochimiques actuels ou passés. 

#### Cosmochimie (COSMO)
COSMO a pour but de déterminer les conditions de formation-évolution du système solaire, au moyen de l’analyse des météorites, couplée à l’observation astronomique des étoiles en formation. Elle analyse donc des objets extraterrestres (météorites, micrométéorites et retours d'échantillons des agences NASA et JAXA) grâce au nanoSIMS (Spectrométrie de masse des ions secondaires).  
Les questions qui animent l'équipe se focalisent sur l'origine des chondrules, de l'eau sur Terre, de la matière organique extraterrestre, des processus d'évolution sous l'action des fluides et de l'histoire collisionnelle des premiers planétésimaux. Les échantillons de Ryugu et la collection de météorites du Muséum national d'histoire naturelle fournissent des objets d'études privilégiés. L’équipe s'est également orientée vers l'étude des alliages métalliques pour s'intéresser à la formation des noyaux. 

#### Research on carbon-rich key samples (ROCKS)
ROCKS étudie des échantillons riches en carbone, afin d'en tirer des informations sur les débuts de l'histoire du système solaire ou sur les évolutions climatiques de la Terre, en particulier les minéraux de la surface de Mars et de la Terre Primitive/Archéenne.  
ROCKS a travaillé sur Black beauty (météorite martienne) et les chondrites carbonées et cherche à établir l’origine biogénique ou non de structures souvent interprétées comme les plus anciennes traces de vie sur Terre, notamment les stromatolites et des microstructures organiques. L’équipe couple des études d’objets anciens et actuels à des développements expérimentaux originaux. Elle s’est également positionnée dans les missions NASA de rovers martiens actuels, et développe des activités liées à l’archéologie et à l’étude de proxies paléoclimatiques basés sur les carbonates. 

#### Biominéralogie: histoire, mécanismes et applications (BIOMIN)
BIOMIN étudie les mécanismes de biominéralisation, leur histoire géologique et leurs applications, dans le but de repérer les traces d'innovations biologiques enregistrées dans les minéraux et de comprendre le rôle joué par les micro-organismes dans les cycles biogéochimiques.  
L'équipe se focalise ainsi sur la contribution des micro-organismes dans la formation des biominéralisations au cours des temps géologiques et leurs utilisations potentielles pour des applications médicales et environnementales.  

#### Bioinformatique et BioPhysique (BIBIP)
BIBIP a une activité théorique et expérimentale visant à comprendre les bases structurales du fonctionnement et de l'évolution des biomolécules, permettant d'aborder des problématiques clés de la biologie, avec un impact particulier dans les domaines médical et environnemental.
Les travaux de l’équipe BIBIP portent sur la compréhension des processus biologiques à l’échelle moléculaire et atomique, et des relations entre la structure, la fonction et la dynamique de biomolécules difficiles à caractériser, dans différents contextes environnementaux et médicaux. Les compétences de BIBIP sont multidisciplinaires (biophysique, biochimie, bio-informatique, informatique et imagerie) et permettent le développement d’approches expérimentales novatrices (cryo-microscopie électronique à haute résolution, synchrotron…) et un fort développement en bio-informatique, par modélisations moléculaires, analyses d’images, dynamique moléculaire, etc.

### Publications
Le laboratoire compte 5023 publications publiées référencées sur ScanR, et 5 059  publications sur Open Alex.

## Collection des minéraux de Sorbonne Université
L'Institut abrite la collection de Minéraux de Sorbonne Université (située sur le campus Pierre et Marie Curie), qui est liée aux collections de géologie (Minéraux, Roches, Météorites) du Muséum National d’Histoire Naturelle. Elle regroupe plus d’une centaine d’objets et instruments pédagogiques, et près de 16500 échantillons historiques ou particulièrement exceptionnels, dont une partie seulement est exposée au public. 

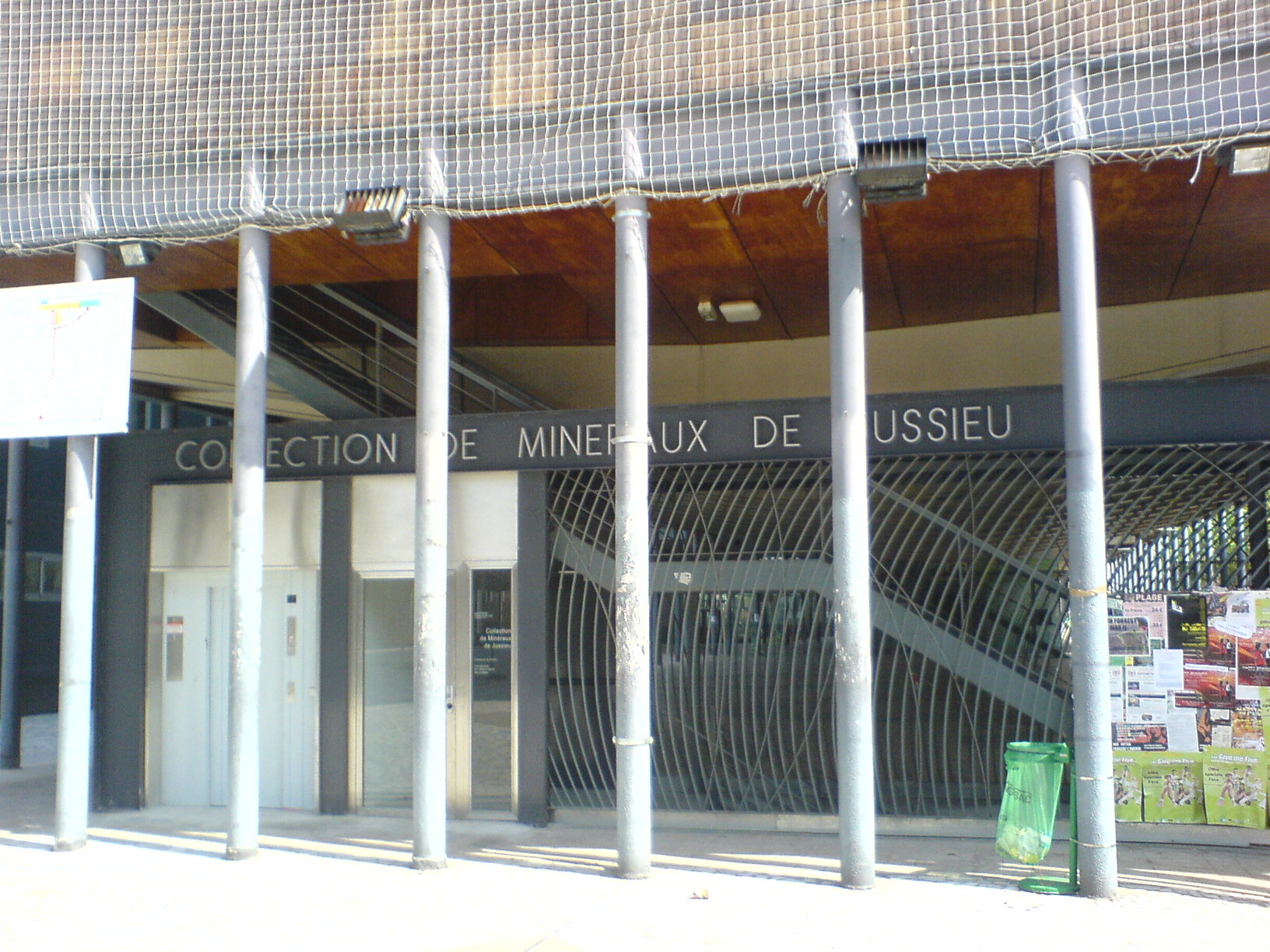
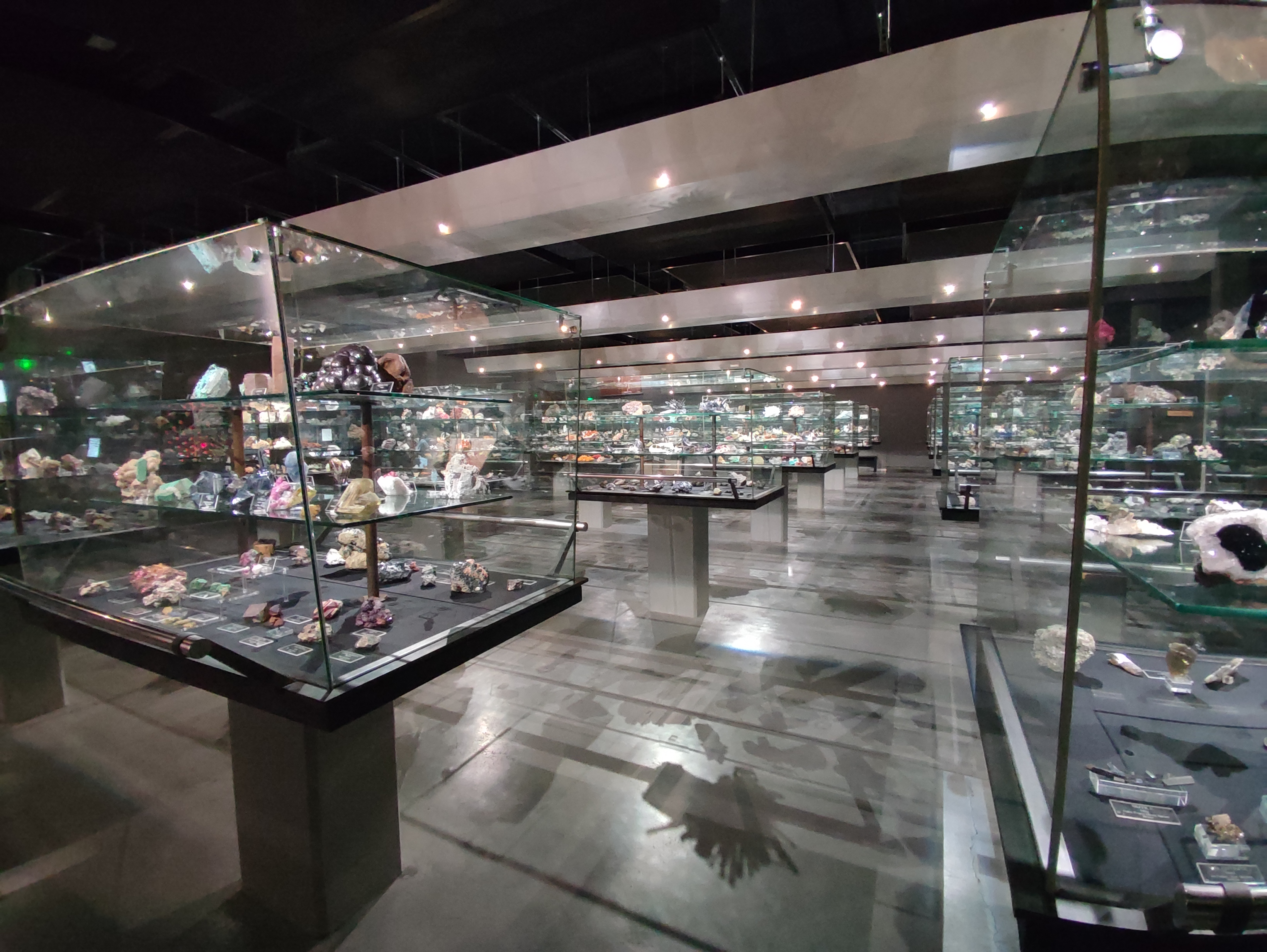
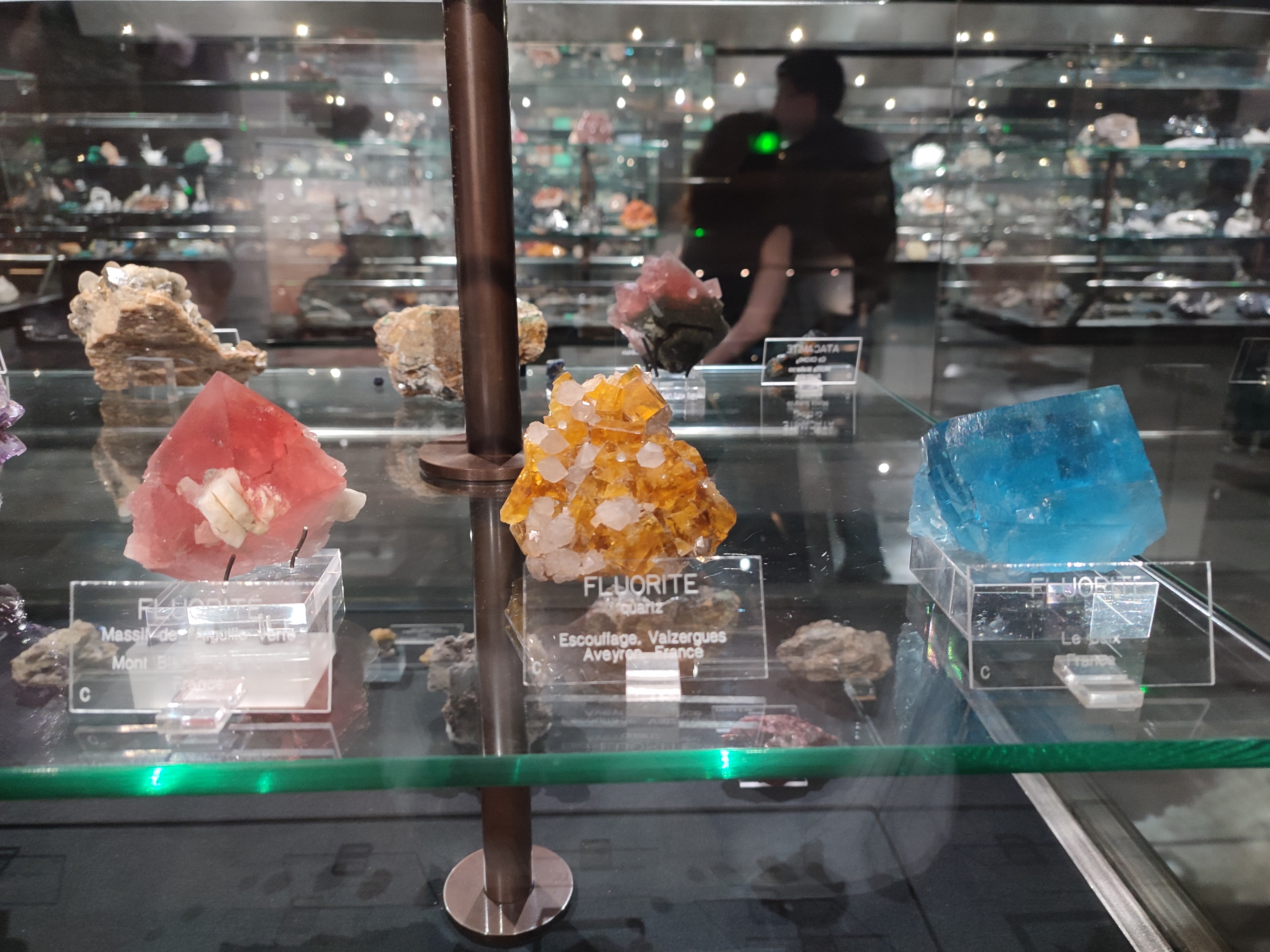
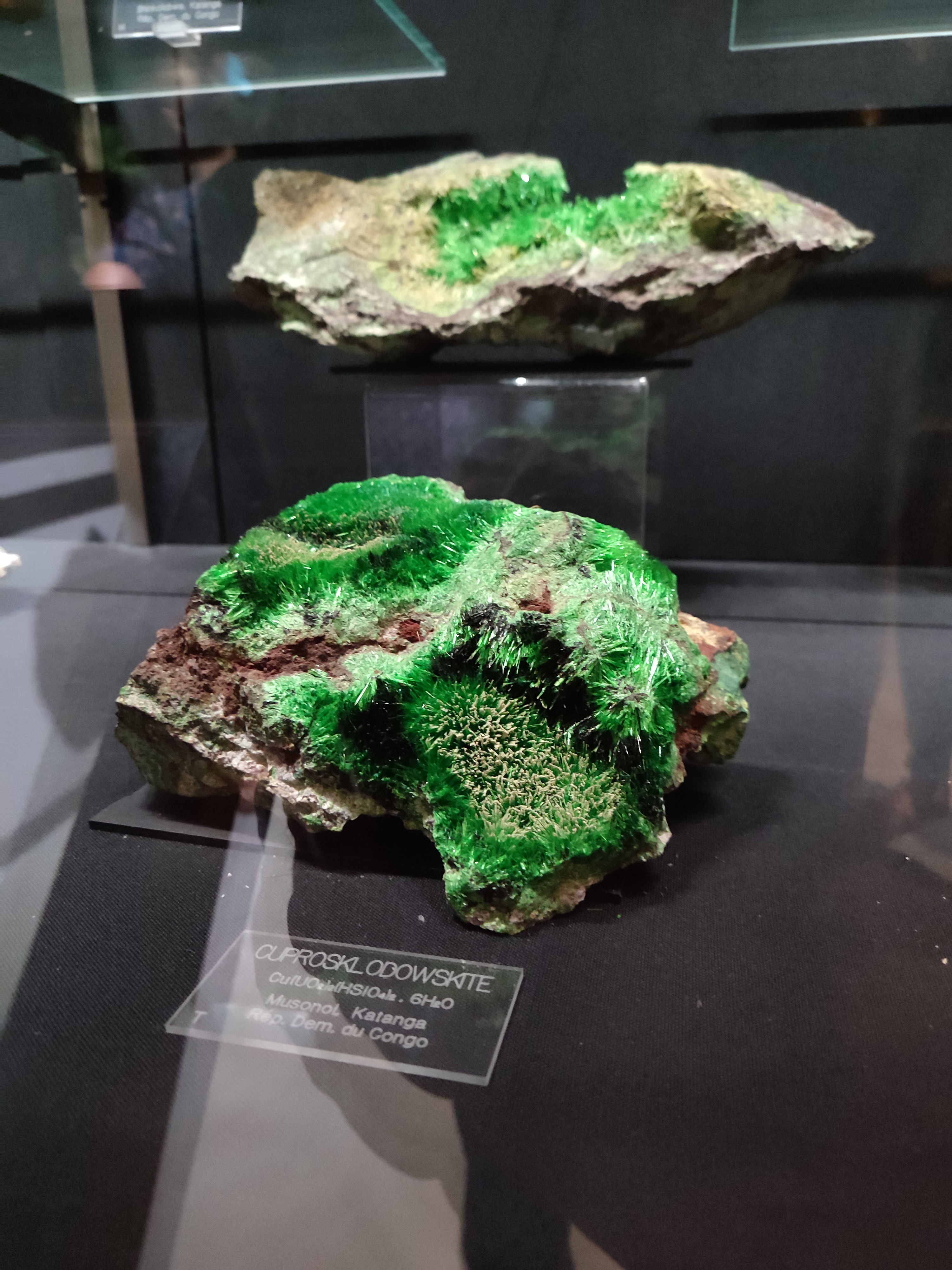

François Sulpice Beudant est à l'origine de la création de cette collection à partir de 1809. La collection est ensuite enrichie via de dons, legs et achats exceptionnels. D'autres minéraux récoltés aux cours de missions en France et à l'étranger intègrent ainsi les collections. La collection est ouverte au public à partir de 1971, et est désormais accessible à tous aujourd'hui, sous la forme d'un musée universitaire. 
La collection compte quelques spécimens exceptionnels comme l'Ilménite de Zambie, une Sidérite avec calcite découverte en 1990 ou un Chrysocolle. De plus, certains de ces spécimens ont pour particularité d'être radioactifs, comme l'Autunite ou la Francevillite. 